# Podalyria argentea
Podalyria argentea là một loài thực vật có hoa trong họ Đậu. Loài này được Salisb. miêu tả khoa học đầu tiên.